# 韃虜
鞑虏、鞑子或胡虏是古代中國中原漢人对北方游牧民族如蒙古人和满洲人等的称呼，含有贬义。孙文仿傚朱元璋《諭中原檄》有「驱除鞑虏，恢复中华」之号召。